# Gare du Nord (Berlin)
À ne pas confondre avec l'ancienne gare du Nord (Berlin).
Pour les articles homonymes, voir Gare du Nord.
La gare du Nord (en allemand : Berlin Nordbahnhof) est une gare ferroviaire à Berlin-Mitte. Elle est desservie par les lignes de S-Bahn nord ↔ sud 1, 2, 25 et 26.
Avant 1950, elle s'appelait gare de Stettin (Stettiner Bahnhof, du nom de la ville Szczecin, polonaise depuis 1945) et avait une bien plus grande importance. C'était une plate-forme de correspondance ferroviaire que desservaient de nombreux trains du nord de l'Allemagne. Elle a été fermée en 1952.
Elle ne doit pas être confondue avec la gare de Berlin Eberswalder Straße, appelée gare du Nord entre 1877 et 1950.

## Situation ferroviaire
La gare du Nord se trouve au départ de deux lignes ferroviaires ; elle est au point kilométrique (PK) 0,0 de la ligne de 135 km vers Szczecin au nord et au PK 0,3 du tunnel nord-sud qui traverse le centre-ville de Berlin vers le sud.

## Histoire
Le 1er août 1842, les premiers trains de la ligne de Berlin à Szczecin partent de la gare de Stettin pour aller en Poméranie en passant par Bernau bei Berlin, Eberswalde, Angermünde jusqu'à Stettin et, à partir de 1863, jusqu'à Stralsund après l'ouverture de la ligne d'Angermünde à Stralsund (de).
En 1878, est ouverte la ligne de Berlin à Stralsund en passant par Oranienbourg, Neustrelitz et Neubrandenbourg. Le terminus de la ligne est l'ancienne gare du Nord (gare de Berlin Eberswalder Straße après 1950), mais celle-ci est réservée au trafic marchandise, les voyageurs arrivant à la gare de Stettin située plus à l'ouest. Après l'ouverture de la ligne de Berlin à Kremmen en 1893, une troisième voie est posée pour le trafic urbain et régional.

## Service des voyageurs

### Intermodalité
Des lignes de tramways et de bus desservent la gare. La plus proche station de U-Bahn est Naturkundemuseum (U6) 

## Galerie de photographies

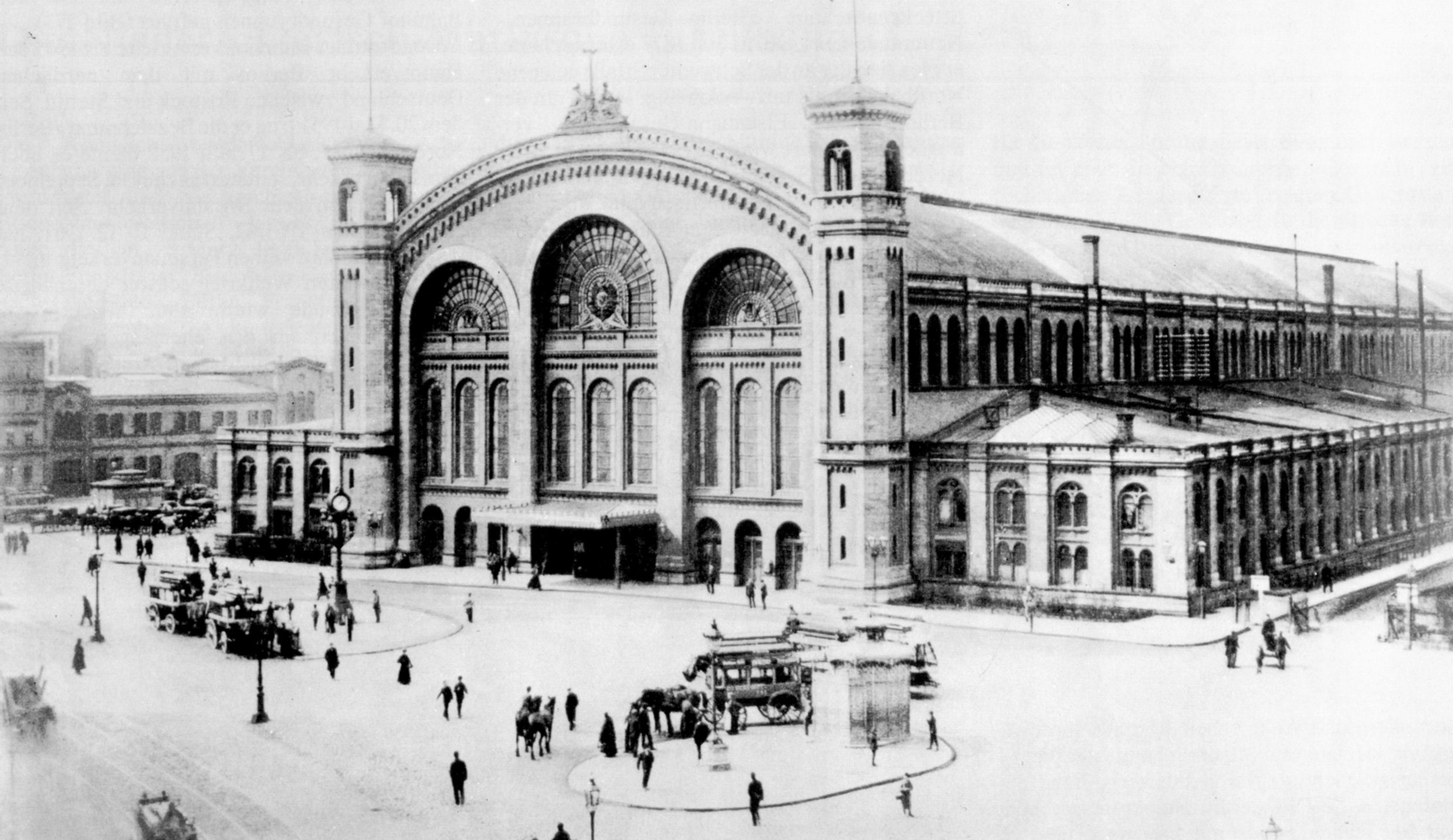
La gare de Stettin en 1875
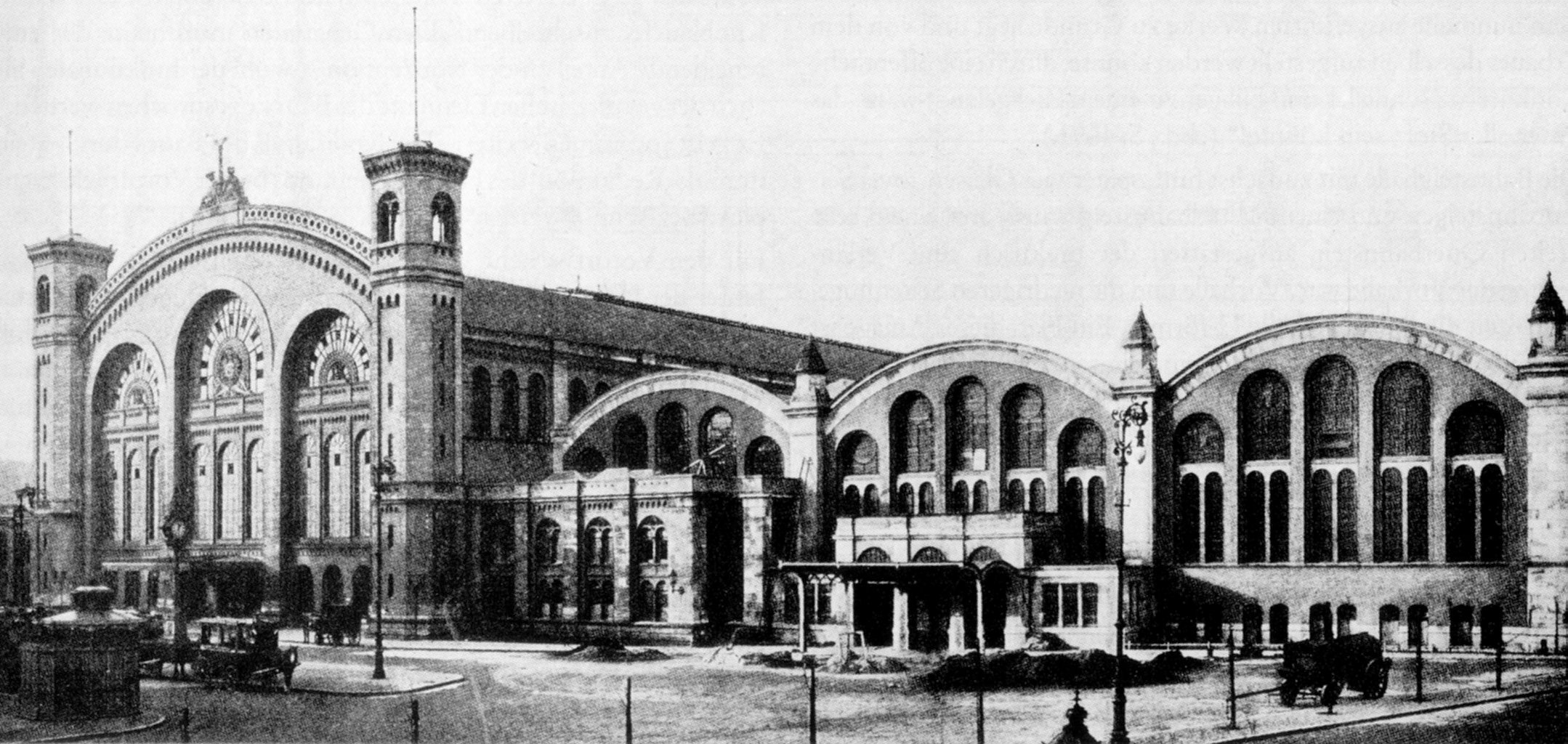
Gare de Stettin après son agrandissement en 1904.
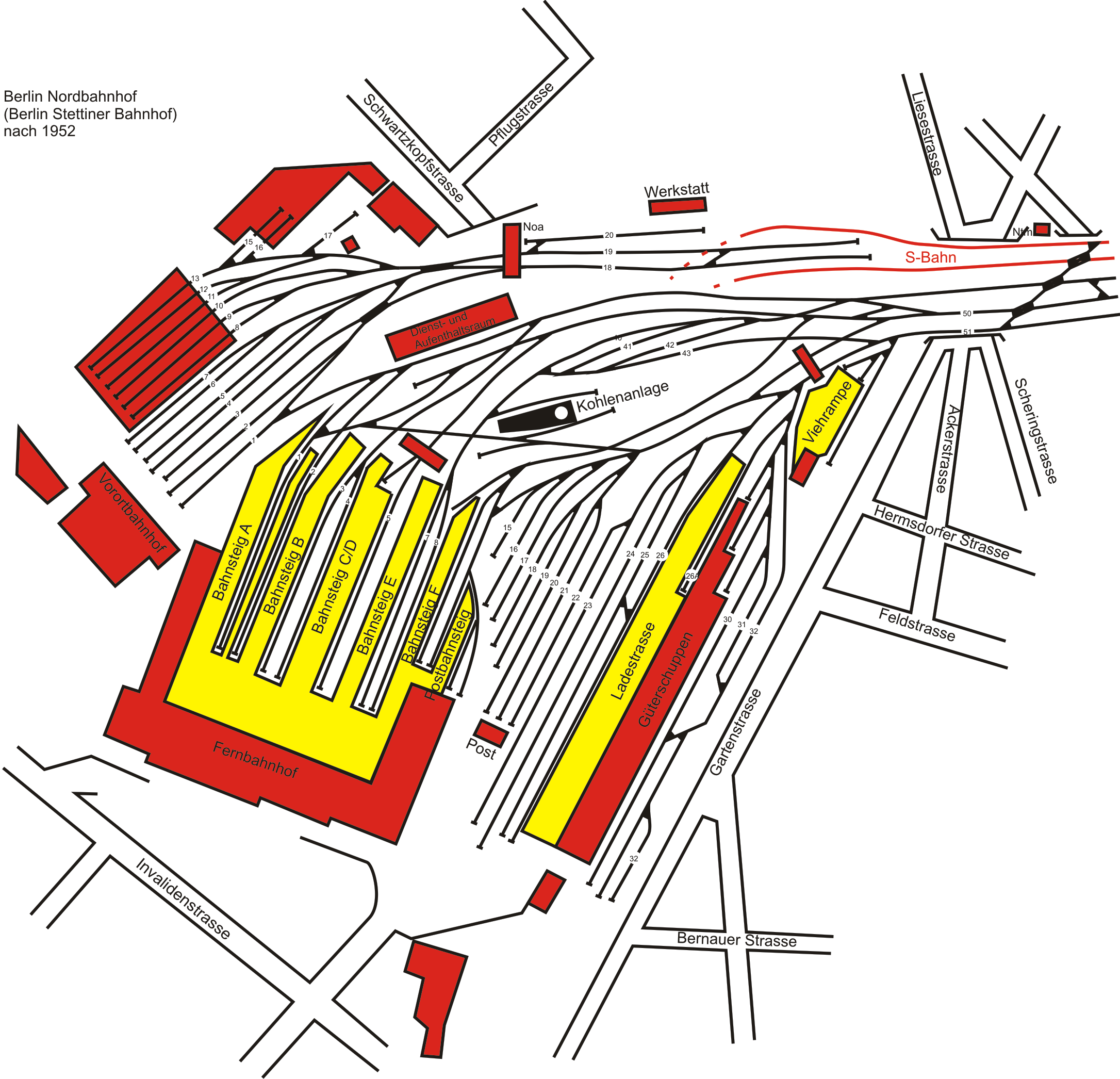
Plan des voies de la gare de Stettin en 1952.
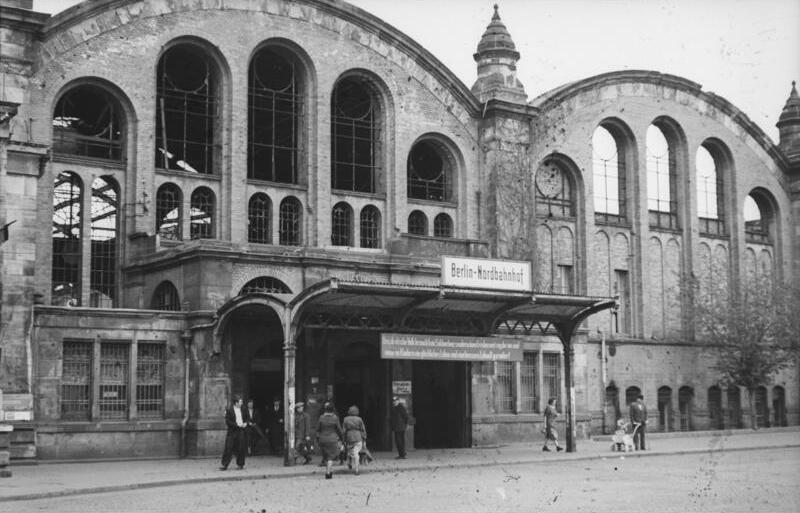
Gare du Nord en avril 1952, quelques semaines avant la fermeture de la gare grandes lignes.
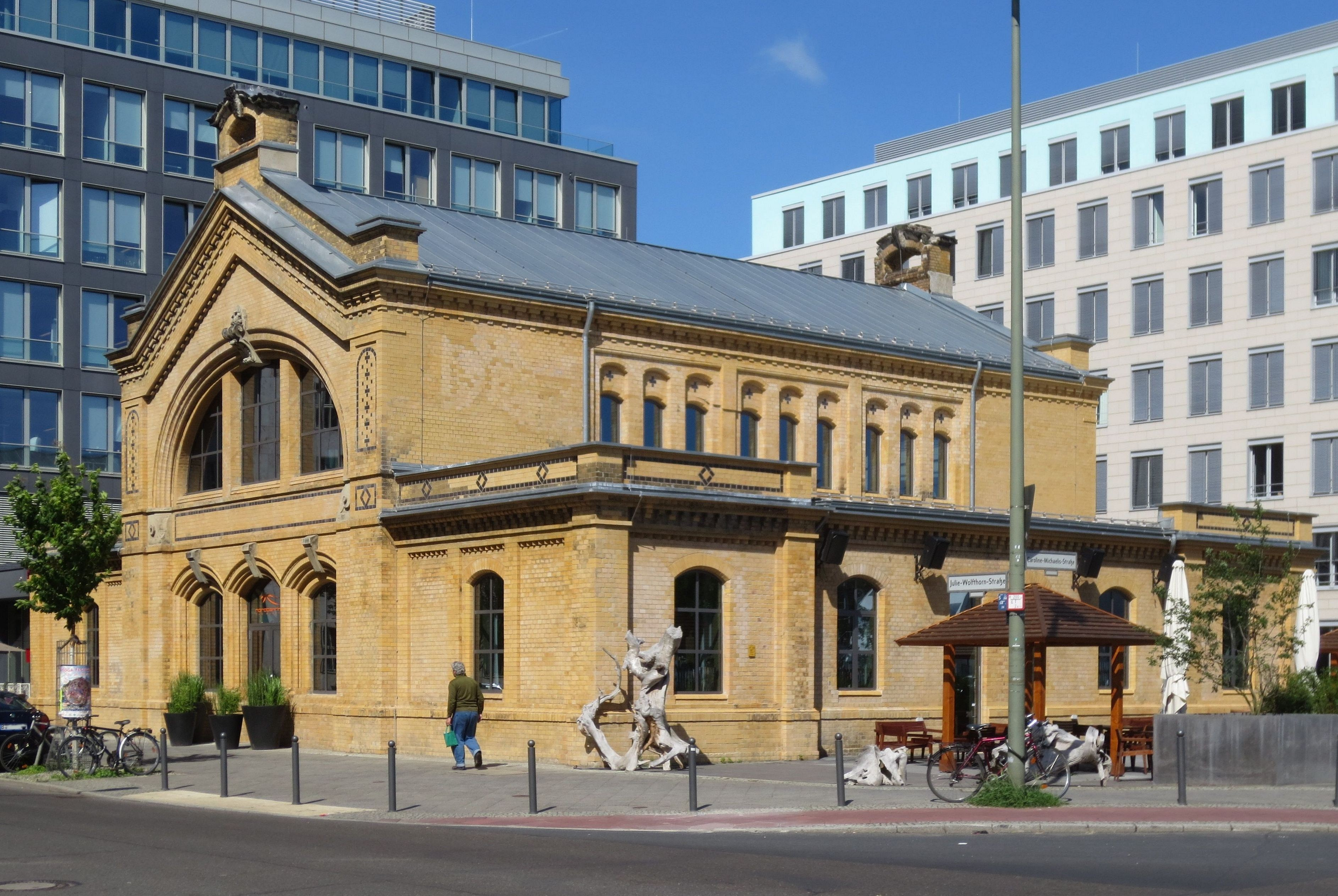
Ancien hall de la gare de train grandes lignes en 2013.
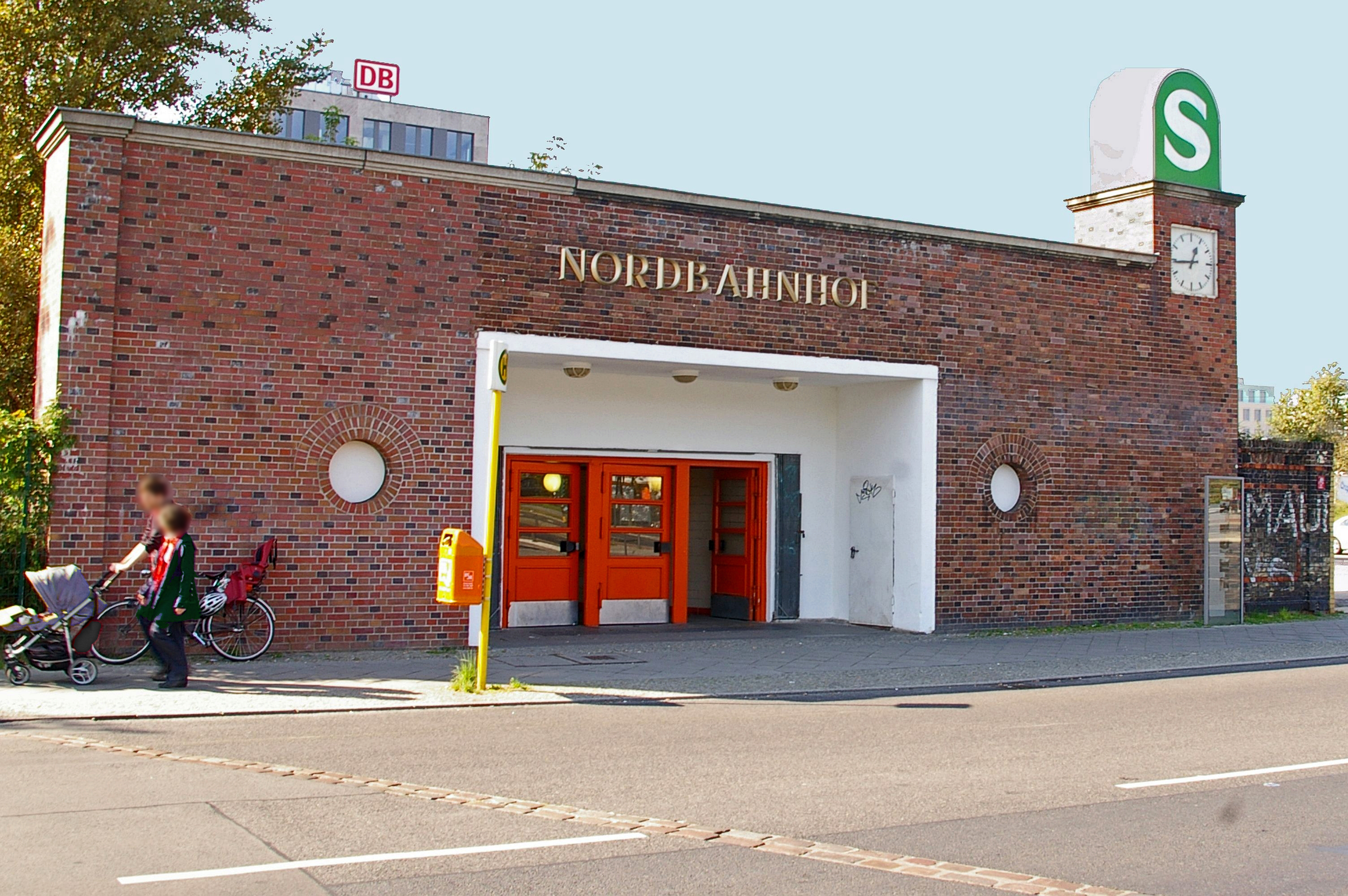
Entrée nord de la gare de S-Bahn en 2013.